# Martine Aurillac
Pour les articles homonymes, voir Aurillac (homonymie).
 (janvier 2023).
Martine Aurillac, née Adrian le 28 avril 1939 à Strasbourg (Bas-Rhin), est une femme politique française, membre du RPR puis de l'UMP à partir de 2002, députée de la 3e circonscription de Paris entre 1993 et 2012 et maire du 7e arrondissement de Paris de 1995 à 2002.

## Biographie

### Études, famille, et carrière professionnelle
Après des études à Paris en sociologie, en droit et à l'Institut d'études politiques de Paris, elle entre dans la fonction publique et devient attachée d’administration centrale au Conseil d'État.
Elle est mariée depuis 1966 à Michel Aurillac ; le couple Aurillac a deux filles.
Martine Aurillac est par ailleurs passionnée de course de chevaux.

### Carrière politique
Elle est d'abord membre du conseil municipal de Verteillac en Dordogne, de 1971 à 1977.
Martine Aurillac est élue au Conseil de Paris en 1983. Elle devient délégué à l’affichage et à la publicité jusqu’en 1995. De 1983 à 1995, elle est 1re adjointe au maire du 7e arrondissement, Édouard Frédéric-Dupont. En 1993, elle est candidate suppléante de Michel Roussin aux élections législatives dans la 3e circonscription de Paris, comprenant le 7e arrondissement et la moitié nord du 6e. Nommé au poste de ministre de la Coopération au sein du gouvernement d'Édouard Balladur, Michel Roussin laisse son siège de député à sa suppléante, Martine Aurillac, qui siège alors au Palais Bourbon sous la Xe législature.
Elle est élue maire du 7e arrondissement de Paris par le conseil d'arrondissement, à la mort de son prédécesseur, Édouard Frédéric-Dupont, en février 1995, par onze voix et un bulletin blanc. Elle est confirmée à ce poste par les électeurs de l'arrondissement en juin 1995.
En 1997, elle est élue députée de la 3e circonscription de Paris, au second tour avec 70,96 % des suffrages, face à la candidate socialiste, l'avocate Anne Kalch. Son suppléant est Jean-Pierre Lecoq, maire du 6e arrondissement. En mars 2001, lors des élections municipales, elle est à la tête d'une liste RPR-UDF-DL qui obtient lors du premier tour 42,94 % des suffrages contre 21,21 % à Jean-Philippe Hubin (candidat divers droite de la liste de Jean Tiberi), 19,64 % à la candidate socialiste Anne Kalck et 8,04 % à la candidate verte Maggie Cazal.
Au second tour, dans le cadre d'une triangulaire avec la liste de Jean-Philippe Hubin et la liste d'Anne Kalck, elle arrive en tête des suffrages avec 46,64 % des voix contre 27 % à la liste menée par Mme Kalk et 26,34 % à la liste de M. Hubin. Elle est réélue maire de l'arrondissement. Martine Aurillac est réélue députée le 16 juin 2002, pour la XIIe législature (2002-2007), dans la même circonscription avec 70 % des voix contre 17,92 % à la candidate socialiste, Marie-Claire Champoux.
Elle démissionne alors de son poste de maire auquel lui succède Michel Dumont.
Membre du groupe UMP à l'Assemblée nationale, elle est réélue députée au premier tour des législatives de juin 2007 avec 59 % des voix contre 16,9 % à la candidate socialiste Laurence Girard et 11 % à la candidate du MoDem, Linda Capoano.
Elle soutient la candidature de François Fillon à la présidence de l'UMP lors du congrès d'automne 2012.

## Mandats
- 14/03/1971 - 12/03/1977 : Membre du conseil municipal de Verteillac (Dordogne)
- 14/03/1983 - 19/03/1989 : Membre du Conseil de Paris de Paris
- 20/03/1989 - 18/06/1995 : Membre du Conseil de Paris de Paris
- 21/03/1993 - 30/03/1993 : Députée suppléante
- 02/05/1993 - 21/04/1997 : Députée
- 19/06/1995 - 18/03/2001 : Membre du Conseil de Paris de Paris
- 19/06/1995 - 18/03/2001 : Maire d'arrondissement de Paris 7e
- 01/06/1997 - 18/06/2002 : Députée
- 19/03/2001 - 25/09/2002 : Membre du Conseil de Paris de Paris
- 19/03/2001 - 25/09/2002 : Maire d'arrondissement de Paris 7e
- 18/06/2002 - 19/06/2007 : Députée
- 26/09/2002 - 01/11/2002 : Membre du conseil municipal de Paris 7e arrondissement
- 20/06/2007 - 19/06/2012 : Députée